# A chi/Se qualcuno cercasse di te
A chi/Se qualcuno cercasse di te è un singolo di Fausto Leali pubblicato dalla Ri-Fi nel novembre 1966 in formato 45 giri a 17,5 cm, estratto dall'album Fausto Leali e i suoi Novelty.

## Il disco
A chi è la versione italiana di Hurt, una canzone statunitense scritta da Al Jacobs e Jimmie Crane e pubblicata per la prima volta da Roy Hamilton nel novembre del 1954, che la fece diventare una hit da 8º posto della Billboard R&B. Successivamente fu rilanciata con successo nel 1960 dalla cantante italo-americana Timi Yuro, e nuovamente reinterpretata dal quintetto vocale The Manhattans nel 1975, nonché da Elvis Presley nel 1976.
La prima traduzione in italiano venne compiuta nel 1962 da Gian Carlo Testoni, destinata a diventare un lato B di un 45 giri di Milva col titolo Ferita, senza però ottenere alcun riscontro. Per Leali il nuovo testo venne scritto da Piero Braggi, il chitarrista dei Novelty (il suo gruppo d'accompagnamento), ma poiché era già stato depositato un altro testo firmato da Mogol, questi lo firmò e Braggi dovette rinunciare ai diritti d'autore derivati.
In SIAE A chi risulta firmata, oltre che da Mogol, da Giuseppe Gramitto Ricci.
Il brano aprì le porte alla carriera del cantante bresciano: si aggiudicò la prima posizione della classifica italiana, posizione che mantenne per quattro settimane, ed entrò nella Top Ten in Austria, conquistando così 4 dischi d'oro per aver venduto oltre 4.000.000 di copie nel mondo. Alla fine dell'anno A chi risultò il 45 giri più venduto nello stivale. Con questa canzone, Leali si classificò primo anche alla Mostra internazionale di musica leggera di Venezia del 1967.
Il pezzo venne poi ripreso da Dalida (versione francese dal titolo À qui, pubblicata nel 1967), Mina (1967) e Francesco De Gregori (2003).
La canzone incisa sul lato B, Se qualcuno cercasse di te, è anch'essa una cover di un successo straniero, Funny how love can be degli Ivy League, composta da John Carter e Ken Lewis e adattata in italiano da Leo Chiosso; anche questa venne incisa da Mina nel 1967.

## Tracce
Lato A
1. A chi – 3:18

Lato B
1. Se qualcuno cercasse di te – 2:00

## Classifica italiana
| Posizione | 9 | 8 | 6 | 4 | 4 | 2 | 2 | 1 | 1 | 1 | 1 | 1 | 2 | 2 | 2 | 2 | 3 | 3 | 4 | 4 | 5 | 5 | 6 | 7 | 9 |